# Furkotne Solisko
Furkotne Solisko (słow. Furkotské Solisko, niem. Döllerturm, węg. Döller-torony) – szczyt o wysokości ok. 2320 m n.p.m. znajdujący się w Grani Soliska w słowackiej części Tatr Wysokich. Od Małego Soliska oddziela go siodło Wysokiej Ławki, a od Szczyrbskiego Soliska oddzielony jest Szarą Ławką. Na wierzchołek Furkotnego Soliska nie prowadzą żadne znakowane szlaki turystyczne, tak więc nie jest on udostępniony dla turystów.
Furkotne Solisko było niegdyś uważane za nieco niższy wierzchołek Małego Soliska (juhovýchodný vrchol Malého Soliska). Stanowi on jednak wyraźnie odrębny obiekt, więc nadano mu oddzielną nazwę. Furkotne Solisko bywa odwiedzane przez taterników najczęściej przy przechodzeniu Grani Soliska.
Nazewnictwo niemieckie (Döllerturm) i węgierskie (Döller-torony) upamiętnia Antona Döllera – oficera armii austriackiej i działacza na polu turystyki tatrzańskiej.
Pierwsze wejścia turystyczne:
- Günter Oskar Dyhrenfurth i Hermann Rumpelt, 3 czerwca 1906 r. – letnie,
- Gyula Hefty i Lajos Rokfalusy, 25 marca 1913 r. – zimowe[2].